# وینیونه
وینیونه (به ایتالیایی: Vignone) یک کومونه در ایتالیا است که در استان وربانو-کوزیو-اوسولا واقع شده‌است. وینیونه ۳٫۵ کیلومتر مربع مساحت و ۱٬۱۵۰ نفر جمعیت دارد.